# Juan Carlos Mena Jiménez
Juan Carlos Mena Jiménez es un criminal costarricense condenado a 179 años de cárcel por su involucración en el secuestro, asalto y asesinato de Yerlin Marín Salazar, así como el secuestro e intento de asesinato de Arelis Marín Salazar (hermana de la anterior) y Angie Peraza Fernández, y el abuso sexual de las víctimas acotencidos el 28 de octubre del 2008 (Caso Casino White House). Actuó en complicidad con Christian Mora Cantillano
También se la acusó de la violación de Yerlin Salazar, la única víctima mortal del crimen, pero no se pudo comprobar la violación ya que Mena introdujo a Yerlin al baño donde su hermana sobreviviente no pudo observar lo acontecido. Mena adujo que sólo la desnudo, fue condenado por abuso sexual pero no por violación en el caso de Yerlin, aunque se le condenó por la violación de las otras víctimas.
El 12 de octubre del 2009 se le encuentra culpable por el Tribunal y se le sentencia 193 años por abuso sexual, violación simple, coautoría de tentativa de homicidio calificado, robo agravado, homicidio calificado y privación de libertad. No obstante, por las leyes de Costa Rica, ningún convicto puede pasar más de 50 años en la cárcel. Según fuentes judiciales, Mena y su cómplice son sospechosos del homicidio de la joven pareja Pamela Chaves Umaña y Rolando Orozco Alpízar.